# Анучино (Каменский район)
Анучино — село в Каменском районе Пензенской области России, административный центр Анучинского сельсовета.

## География
Село расположено в 27 км на юго-запад от райцентра города Каменки.

## История
Основано около 1702 г. По отказным книгам Мокшанской приказной избы от 22 сентября 1701 г., дворянин Иван Петрович Ульянин променял часть своей незаселенной поместной земли в Саранском уезде Федору Астафьевичу Аникееву. В межевых «признаках» упоминаются урочища «на Чембарских вершинах, по обе стороны липягов Каланов и Красной помры и за рекою Чамбаром с примерною землею сто чети в поле, а в дву по тому ж, с лесы и с сенными покосы»; менялись они «пустое на пустое». Село упоминается в переписных книгах Завального стана Пензенского уезда в 1710 г., в нем 2 помещичьих и 18 крестьянских дворов. В 1718 г. деревней Колан (Колань, Калана) владели дворяне подпоручик Иван Иванович Анненков и Иван Иванович Аникеев, у них 4 двора с деловцами и 19 крестьянских. В 1717 г. село выжжено во время нападения племен Кубани и Северного Кавказа. В 1719 г. показано за теми же двумя помещиками (у Анненкова не менее 73 крестьян, у Аникеева – не менее 13), но к ним добавились еще двое Аникеевых (Автомон Федорович – 44 крестьянина и прапорщик Никита Афанасьевич – 20). В 1729 г. землю (недвижимое имение) жильца Андрея Никифоровича Полеологова и землю темниковца, новокрещена Трофима Бачюрина купил здесь капитан Михаил Дмитриевич Анучин. В 1747 г. – село Никольское, Коланы тож, Завального стана Пензенского уезда помещиков: капитана Ивана Ивановича Ульянина (21 ревизская душа), Петра Петровича Ульянина (21), вдовы Настасьи Андреевны Аникиевой (19 душ – наследство от мужа Автомона Федоровича Аникиева), Луки Ивановича Григорова (16), капитана, князя Михаила Степановича Чегодаева (10), Екатерины Никитичны Аникиевой (39 душ – наследство от отца Никиты Аникиева), вдовы Прасковьи Львовны Певцовой (20 – от бывшего мужа Никиты Афанасьевича Аникиева), прокурора Ивана Игнатьевича Аргамакова (175), девицы Марии Ивановны Аргамаковой (120), всего 446 ревизских душ. По другому источнику в с. Никольском, Каланы тож и Онучино, в 1747 г. 507 ревизских душ, а в 1762 – 672 р.д. за Марией Ивановной Грибоедовой и др. помещиками. В 1762 г. часть с. Никольского, Каланы тож, входила в состав Завального стана Верхнеломовского уезда и показана за помещицей Марией Лукиничной Абуняевой, у нее 17 ревизских душ.
С 1780 г. — в составе Чембарского уезда. В 1782 г. – село Никольское, Коланы тож, и д. Самборская Екатерины Ивановны Полуехтовой, Еванфии (так!) и Анны Ивановых дочерей Аргамаковых, Марии Ивановны Грибоедовой, Федора и Василия Ивановых детей, Ильи и Федора Петровых детей Ульяниных, Семена Алексеева сына Ахлебинина, а также помещиков Ивановых, Тоузаковых, Макеевой, княгини Марьи Григорьевны Мансыревой, князей Чегодаевых, княгини Елены Михайловны Кугушевой и выморочных крестьян, 212 дворов, всей дачи – 10064 десятины, в том числе усадебной земли – 140, пашни – 7038, сенных покосов – 851, леса – 817. Село располагалось «по обе стороны речек Колонки, на коей два пруда, и ее двух отвершков, Малой Колонки ж и ее отвершка, да на правом берегу отвершка показанной речки Колонки. Церковь Николая Чудотворца и три дома господских – деревянные. Деревня на правом берегу реки Большого Чембару, на оной и на речке Колонке по одной мучной мельнице, каждая об одном поставе… Земля – чернозем. Урожай хлеба и травы средствен. Лес строевой, дубовый и осиновый, между коим и дровяной. Крестьяне на оброке и на пашне». В 1785 г. село показано за Федором Алексеевичем Грибоедовым (230 ревизских душ вместе с д. Чембарской), князем Степаном Михайловичем Мансыревым (25 душ) и другими. В 1797 г. построена деревянная церковь во имя Николая Чудотворца, в 1825 г. – новая, в 1871 г. она перестроена. В 1877 г. в селе 161 двор, церковь, земская школа, лавка, базар, поташный завод. В 1896 г. – центр Анучинской волости Чембарского уезда, 176 дворов, при селе отдельные усадьбы: Немировской – 1 дом, 2 муж. и 1 жен.; Митенкова – 4 дома, 13 муж., 11 жен.; Смирновой – 1 дом, 3 муж., 5 жен.; а также хутора: Митенкова, с пасекой, – 2 дома, 3 муж., 5 жен.; Немировской – 3 дома, 15 муж., 7 жен., ее же второй хутор – 2 двора, 39 муж., 7 жен., ее же выселок – 2 двора, 10 муж., 9 жен. В 1905 г. на усмирение крестьян приезжал казачий отряд. Он начал порку крестьян, но священник Лев Иванович Синайский поднял крест и «усовестил» казаков. В 1911 г. – 4 общины, 192 двора, земская школа, церковь, ветряная мельница, 3 лавки.
В 1920 г. в селе было 257 хозяйств, 1379 жителей. С 16.7.1928 г. по 21.1.1929 г. село являлось административным центром Анучинского сельсовета и Анучинского района Пензенского округа Средне-Волжской области (с 1929 года в составе Каменского района). В 1926 г. на его территории (в границах 1929 г.) проживало 50 308 человек. С 1935 года село в составе Свищевского района Куйбышевского края (с 1939 года — в составе Пензенской области). В 1939 г. в селе располагалась центральная усадьба колхоза «Красный Октябрь». В 1955 г. – центр Анучинского сельсовета Свищевского района, колхоз имени Калинина. С 1959 года в составе Каменского района. В 1980-е гг. – центральная усадьба совхоза «Троицкий».

## Население
| 1747  | 1762  | 1864  | 1877  | 1897  | 1911  | 1920  |
| ----- | ----- | ----- | ----- | ----- | ----- | ----- |
| 1014  | ↗1344 | ↘890  | ↗1280 | ↘985  | ↗1138 | ↗1379 |
| 1926  | 1930  | 1939  | 1959  | 1970  | 1979  | 1989  |
| ↘1314 | ↘1152 | ↘1031 | ↗1310 | ↘1174 | ↘1032 | ↘980  |
| 1996  | 2002  | 2010  |       |       |       |       |
| ↗1011 | ↘962  | ↘925  |       |       |       |       |

## Инфраструктура
В селе имеются средняя общеобразовательная школа, больница, поликлиника, дом культуры, библиотека, детский спортивный клуб. 

## Экономика
На 1.1.1992 г. действовали маслосыродельный завод, сезонный кирпичный завод. Сельскохозяйственное предприятие «Троицкое» завода «Белинсксельмаш» (г. Каменка), созданное на базе бывшего одноименного совхоза. Молочнотоварная ферма.